# ČSD-Baureihe M 244.0
Die ČSD-Baureihe M 244.0 waren zweiachsige Dieseltriebwagen der einstigen Tschechoslowakischen Staatsbahn (ČSD), die für den Einsatz auf den Lokalbahnen der Friedländer Bezirksbahn (FBB) vorgesehen waren. Die Fahrzeuge waren die letzten produzierten Triebwagen von Severočeská Vagónka in Česká Lípa.

## Geschichte
Die FBB sah sich frühzeitig gezwungen, der Konkurrenz durch den Autobusverkehr durch einen wirtschaftlicheren Betrieb ihrer Nebenbahnen mit Dieseltriebwagen entgegenzutreten. Nachdem am 13. und 14. August 1931 die Streckenhöchstgeschwindigkeit von 25 auf 40 km/h angehoben wurde, erprobte man bereits am 18. August die Triebwagen der Baureihe M 244.0.
Nachdem vom 18. bis 20. August 1931 Prüfungsfahrten durchgeführt wurden, begann gleich danach der planmäßige Betrieb mit den Triebwagen. Das Interesse der Bevölkerung für diese technische Neuerung war enorm. Die Zahl der beförderten Reisenden stieg sofort auf über das Doppelte.
Allerdings zeigte sich nach nur 20 Tagen regulären Betriebseinsatzes, dass die geforderte maximale Dienstmasse von 22 t weit überschritten war. Die Leermasse der Triebwagen betrug allein 28 t, mit Reisenden besetzt wurden 30 Tonnen erreicht. Daher mussten beide Wagen aufgrund der Überlastung des Oberbaues außer Betrieb genommen werden und die Staatsbahndirektion Hradec Králové verbot den weiteren Einsatz auf den Strecken der FBB. Am 12. September 1931 wurde der alte Fahrplan mit Einsatz der Dampflokomotiven wieder in Kraft gesetzt.
Der Triebwagenverkehr auf der Friedländer Bezirksbahn wurde dann 1934 mit Fahrzeugen der ČSD-Baureihe M 120.5 wieder aufgenommen. Über weitere Einsätze der Reihe M 244.0 ist aus der Literatur nichts zu entnehmen. Es ist nur angeführt worden, das beide Wagen 1948 und 1950 ausgemustert wurden.
Der Wagenkasten des M 244.002 blieb noch einige Zeit erhalten. Der Triebwagen verblieb nach dem Krieg in Veselí nad Lužnicí. Dort wurde er  noch eine Zeitlang als normaler Reisezugwagen eingesetzt. In den 1970er Jahren wurde er im Ausbesserungswerk Nymburk ausgemustert, und der Wagenkasten stand seither in einem Garten. Später wurde er zerschnitten.

## Technische Merkmale
Der Triebwagen war von einem stehenden 6-Zylinder-4-Takt-Dieselmotor von MAN angetrieben. Die Leistungsübertragung geschah elektrisch. Dieselmotor und Generator waren in einem Hilfsrahmen unter dem Wagenboden angeordnet, und der Dieselmotor ragte längs in den Fahrgastraum hinein. Er war durch eine Sitzbank abgedeckt. Zwei elektrische Fahrmotoren, ausgeführt als Tatzlager-Motoren, ermöglichten eine Höchstgeschwindigkeit von 70 km/h.
Der Wagenkasten war als mit Blech verkleidete Holzkonstruktion ausgeführt. Das Fahrgastabteil besaß 44 Sitzplätze der 3. Klasse und war durch den Kühlkreislauf des Dieselmotors beheizt. An beiden Fahrzeugenden waren Führerstände angeordnet.
Die Wagen besaßen eine einlösige Zugbremse der Bauart Knorr mit Zusatzbremse.